# Велизар Станковић Веца
Велизар Станковић — Веца Корчагин (Готовуша, код Пљеваља, 9. март 1922 — околина Рибарске Бање, 13. фебруар 1942) био је учесник Народноослободилачке борбе и народни херој Југославије.

## Биографија
Рођен је 9. марта 1922. године у селу Готовуши, код Пљеваља, где су му родитељи били на служби. Пошто су му родитељи били службеници, често се селио. Основну школу је завршио у Врњачкој Бањи, где је завршио и први разред гимназије. Други, трећи и четврти разред гимназије завршио је у Вуковару, а остале разреде завршио је у Крушевцу.
Као ученик крушевачке гимназије, непосредно пред почетак рата у Југославији 1940. године, прикључио се револуционарном омладинском покрету. Учествовао је у раду литерарне дружине „Напредак“, а касније је изабран и за њеног председника. Велизар се тада сусрео са марксистичком литературом, као и књигама совјетских писаца. Посебно му се свидела књига Николаја Островског „Како се калио челик“, па су га касније другови у Расинском партизанском одреду прозвали Корчагин по главном јунаку ове књиге - Павлу Корчагину.
Када је априла 1941. Краљевина Југославија окупирана од стране сила Осовине, Велизар је био матурант крушевачке гимназије. Као велики патриота био иницијатор и истакнути учесник свих првих акција против окупатора у Крушевцу, а посебно при спаљивању окупаторске штампе 6. августа 1941. године, када су спаљени пакети новина „Ново време“ на железничкој станици у Крушевцу. Ова акција имала је изузетан политички значај у револуционарном омладинском покрету Крушевца, када је Велизар, као награду за своју активност примљен у чланство Савеза комунистичке омладине Југославије (СКОЈ).
Заједно с групом омладинаца, половином августа, напустио је окупирани Крушевац и ступио је у Расински партизански одред. По доласку у Одред, Велизар се постављен за десетара. Са својом десетином истицао се у свим борбама Одреда, а посебно се истакао у нападу на Крушевац, септембра 1941. године; борби с Немцима код села Мрзенице; рушењу железничке пруге и уништавању четири железничке композиције и другим акцијама. Крајем 1941. године примељен је у чланство Комунистичке партије Југославије (КПЈ).
Велизар је са својом десетином активно учествовао у рушењу друмских и железничких комуникација, мостова, пропуста, телефонских линија и других објеката које је вршио Расински партизански одред. Тада су били порушени железнички мост на прузи и пут у Читлуку, Горњем Рибнику, Стопањи и код Ђуниса, као и низ других саобраћајница важних за окупатора. Велизар се истицао и у борбама за ослобођење Блаца, 4. и 5. децембра 1941. године; у борби с Бугарима у Микуловцу, децембра 1941. године; у сукобу с четницима у Великој Ломници, 13. јануара 1942. године, када је изузетном храброшћу уништио целу четничку групу; у борбама у Претрешњи и Горњој Јошаници, када је са својом десетином, заробио целу чету четника.
Погинуо је 13. фебруара 1942. године, у борби с надмоћнијим окупаторским снагама, на Самару, код Рибарске Бање.
Указом председника Федеративне Народне Републике Југославије Јосипа Броза Тита, 27. новембра 1953. године, проглашен је за народног хероја.